# ЧС4
Електровоз ЧС4 — магістральний пасажирський електровоз змінного струму Чехословацького виробництва, вироблявся для експлуатації на залізницях СРСР. В Україні експлуатується на більшості залізниць із ділянками змінного струму. ЧС4КВР — один із основних локомотивів пасажирського руху на Укрзалізниці.

## Історія та експлуатація
В 1962 році, на замовлення СРСР Škoda Works (Чехословаччина) розпочала розробляти та проектувати шестивісний електровоз змінного струму для залізниць СРСР. В 1963 побудували перший дослідний зразок, який згодом став основою для будівництва ЧС4. В кінці 1965 року електровоз серії ЧС4-001 прибув до Радянського Союзу для випробувань, з заводським позначенням індексу (52Eo). Електровози даної серії потрапили в депо Кіров, Ростов-Головний, Брянськ-2, Київ-Пасажирський, пізніше були передані до Саратова та Балашова. В депо Київ-Пасажирський за панорамне скління електровоз отримав прізвисько «Акваріум», а на Приволзькій залізниці за склопластиковий кузов — «Мильниця».
У 1971 році електровоз глибоко модернізували і він отримав позначення ЧС4т, заводське позначення (62Е). Випуск ЧС4т перевищив випуск ЧС4 і становив більш ніж п'ятсот електровозів. Але до УРСР жоден ЧС4т не потрапив. До кінця 90х використовувались переважно старі ЧС4 із склопластиковою кабіною.
В 1968 році на основі конструкції ЧС4 завод Шкода розпочав випуск чотиривісних електровозів змінного струму серії S 499.0.

## Основні характеристики
- Ширина колії: 1520 мм.
- Система струму: змінний 50 Гц, 25 кВ.
- Осьова формула: 3о — 3о.
- Конструкційна швидкість: 160 км/год.

## Див. також

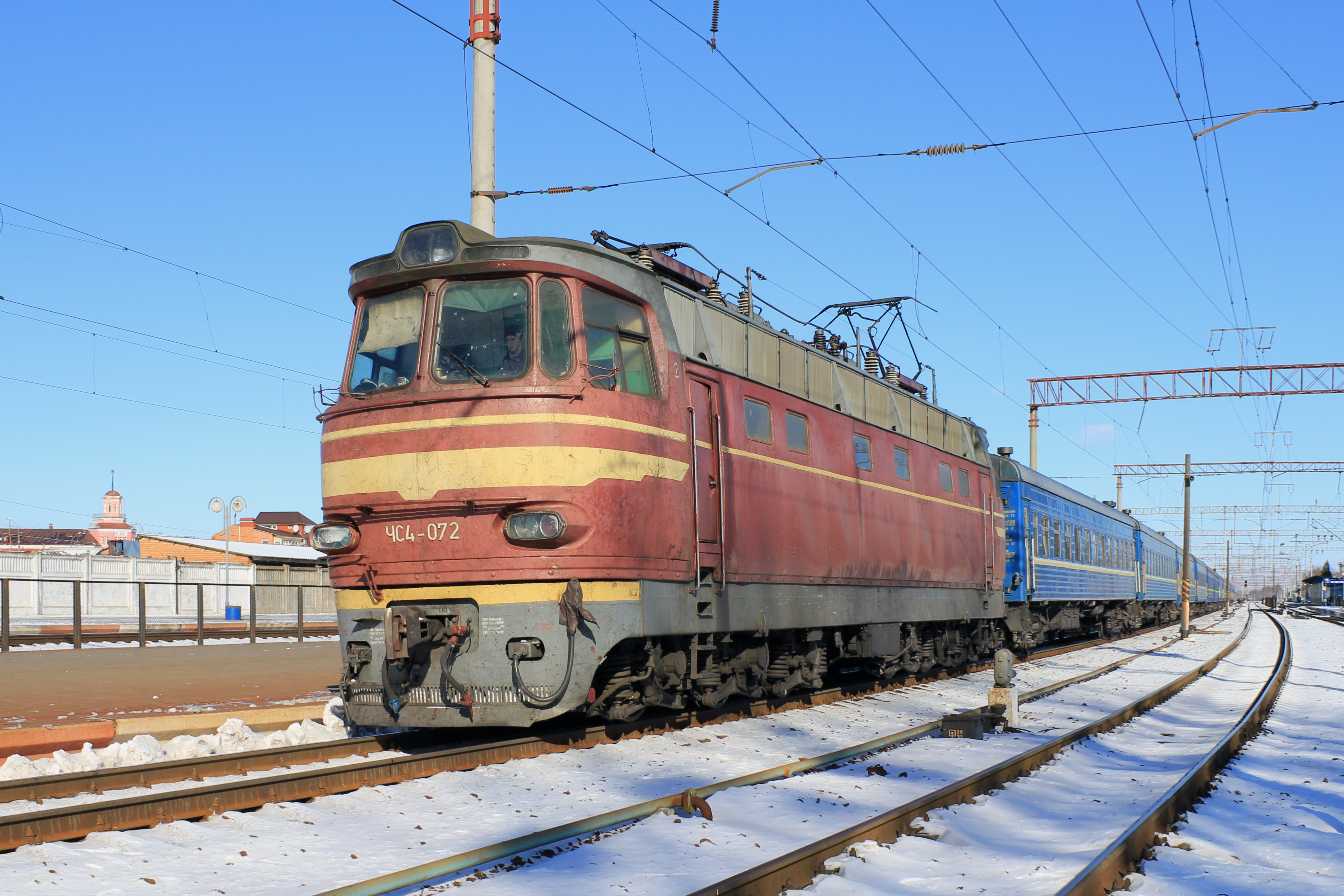
Електровоз ЧС4-072, ст. Вінниця.

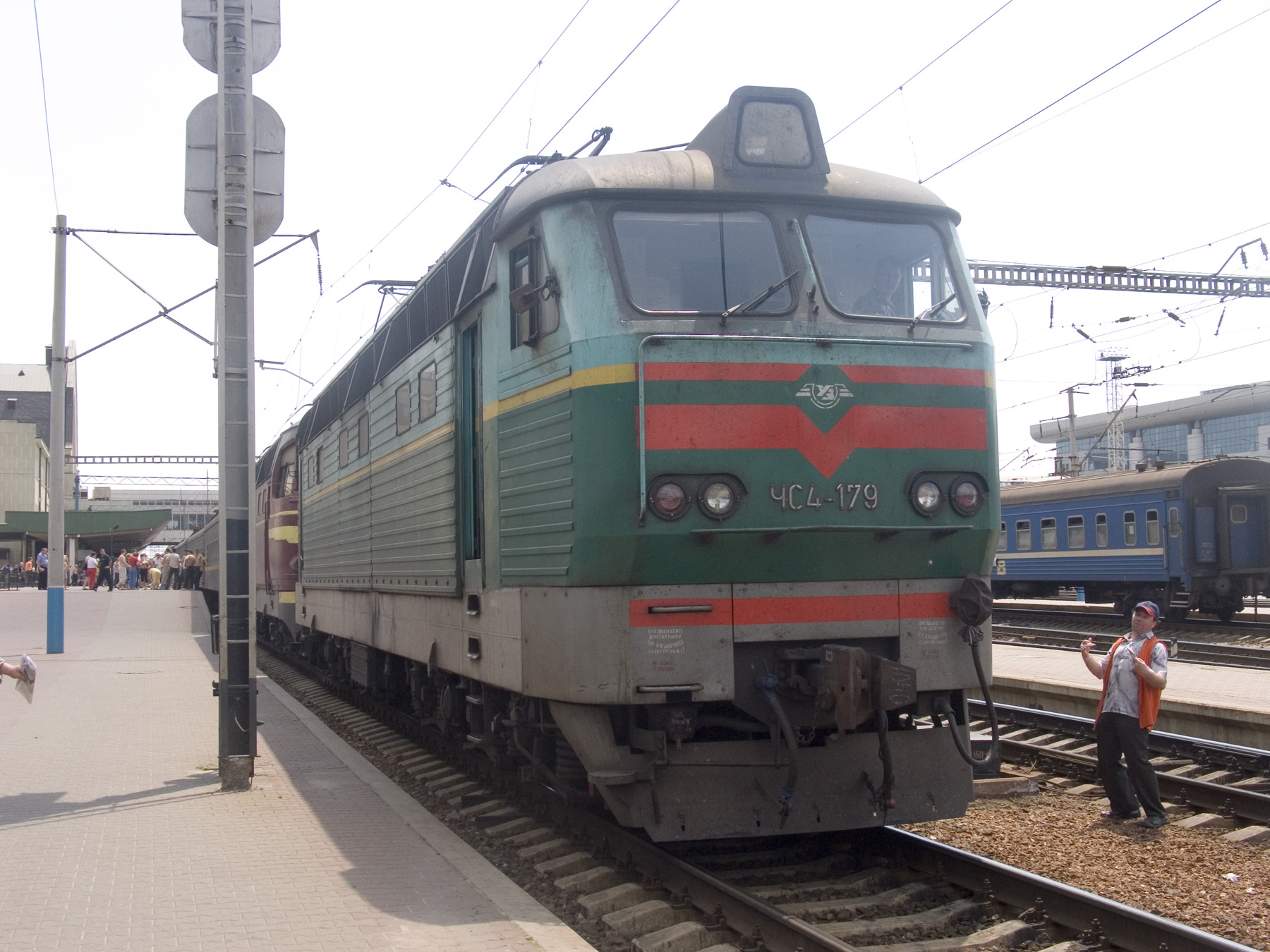
Електровоз ЧС4КВР